# Rheinisch-Bergischer Kreis
Rheinisch-Bergisher Kreis är ett distrikt i det tyska förbundslandet Nordrhein-Westfalen. Det ingår i området Bergisches Land. Huvudorten i distriktet är Bergisch Gladbach.

## Infrastruktur
Genom distriktet går flera stora motorvägar bland annat A1 och A4.